# Kolumbia
{{Ficha de artista musical
|Fondo        = grupo_o_banda
|nombre       = Kolumbia
|imagen       = Kolumbia.jpg
|origen       =  Antofagasta, Chile
|género       = Pop • Rock • rock alternativo
|Tiempo       = 2019–presente
|Discográfica = Independiente
|Relacionados = Los Bunkers, Manuel García, Plumas, Lanza Internacional
|miembros     = Camilo Catalán
Matías Catalán

Kolumbia es una banda chilena de música alternativa oriunda de Antofagasta, formada a mediados de la década de 2010 por los hermanos Camilo (Calama, 17 de febrero de 1993) y Matías Catalán (Antofagasta, 7 de diciembre de 1996). Desde 2017, está conformada por los hermanos Catalán, el actual bajista de Los Bunkers, Gonzalo López y la baterista Stephanie «Taffy» Dönicke. Han colaborado con diversos artistas importantes de la escena musical chilena, como los hermanos Francisco y Mauricio Durán (de Lanza Internacional), y Pillanes, Manuel García, y los hermanos Camilo y Abel Zicavo (de Moral Distraída y Plumas).

## Historia y logros
Los hermanos Catalán crearon ya durante su adolescencia distintas agrupaciones, como Los hijos del carnicero y Los Dawsons. En 2012, crearon junto a amigos la primera formación de Kolumbia, con la que emigraron a Santiago en 2016, con el objetivo de posicionarse en la escena musical chilena.
Ya instalados en la capital, los integrantes del grupo tuvieron que compatibilizar un trabajo de medio tiempo en un centro de llamadas con los ensayos maratónicos que realizaban de lunes a viernes por las tardes. Con esa primera formación, lograron publicar dos sencillos, Jungla y Cobarde, producidos por Marcelo Aldunate.
El ritmo de trabajo y diversos problemas entre los miembros originales de Kolumbia ocasionaron que Camilo y Matías decidieran terminar el proyecto a mediados de 2015. El mayor de los hermanos pasó a dedicarse a la producción musical, mientras que el menor se centró en los estudios de periodismo. A mediados de 2016, decidieron regresar a las pistas y comenzar a grabar material nuevo.
Para principios de 2017, grabaron su primer sencillo como dúo, Genio, que vino acompañado de un videoclip realizado por Pascal Krumm. En ese mismo año, Gonzalo López (miembro histórico de Los Bunkers) se ofreció a los hermanos Catalán para ser su bajista y, al poco tiempo, la formación se completó con la incorporación de Stephanie «Taffy» Dönicke en la batería.
En febrero de 2018, Kolumbia participó en la décima versión del Festival de Antofagasta.
En 2020, lanzaron su primer disco, Dime quién soy, con el que fueron nominados a la categoría de Artista Proyección del Año en la primera versión de Premios Musa. En octubre de ese mismo año, publicaron el sencillo Una vieja carta, en colaboración con Manuel García, siendo portada de la playlist oficial de Spotify de Rock Chileno.
Actualmente, se encuentran trabajando en su segundo disco, que espera ver la luz a finales de 2022. 

## Discografía y sencillos
- 2020: Dime quién soy (LP)
- 2020: Trátame bien, en colaboración con Mauricio Durán y Francisco Durán[7]
- 2020: Una vieja carta, en colaboración con Manuel García[8]
- 2021: Máquina para volar, en colaboración Camilo Zicavo y Abel Zicavo[9]